# Verina
Aelia Verina († 484) was de vrouw van de Byzantijnse keizer Leo I (457-474), samen hadden ze drie kinderen, twee dochters Ariadne en Leontia Porphyrogenita en een zoon. Ze had ook een broer Basiliscus.

## Opvolgingskwestie
Na de dood van haar man zat ze verlegen voor een mannelijke opvolger. Haar eigen zoon stierf kort na de geboorte en haar kleinzoon Leo II stierf in hetzelfde jaar van haar man, in 474. Zij vroeg aan haar schoonzoon Zeno, de man van Ariadne, of zij kon hertrouwen, wat hij weigerde, het begin van een regering lange vete.
Met hulp van onder anderen Theodorik, Illus en Flavius Armatus (een neef van Basiliscus) wist ze haar broer Basiliscus op 9 januari 475 op de troon te zetten en Zeno te verjagen naar Isaurië, waar hij werd achtervolgd door troepen van Basiliscus. Wat later laat Basiliscus de geliefde van zijn zuster vermoorden.
Verina, samen met Illus en Armatus, zochten toenadering tot Zeno en stoten Basiliscus van de troon (476).
Terug in Constantinopel zat de keizerlijke familie in de handen van consul Illus. Het ging zo ver dat Verina werd verbannen uit de stad. Zij wendde zich nu tot haar andere schoonzoon Marcianus, getrouwd met Leontia, die zijn dromen om West-Romeinse keizer te worden, wel kon opbergen, om de Oost-Romeinse troon te veroveren. Het niet wachten op de troepen van Theodorik Strabo leidde ertoe dat de staatsgreep mislukte en Marcianus werd gevangengezet.

## Zwanenzang
Nog steeds in ballingschap, zag ze haar kans schoon toen in 483 Illus op zijn beurt uit Constantinopel werd verjaagd. Beiden sloegen de handen in elkaar en schoven een usurpator naar voor, Leontios I. Keizer Zeno stuurde een leger op hen af onder leiding van Johannes de Scyth. Bij de eerste schermutselingen sneuvelde Verina (484).
Illus en Leontius verschansten zich in het fort Papurius in Cilicië. Na vier jaar belegering werden ze gevat en geëxecuteerd. 